# Saint-Pellerin (Eure i Loir)
Saint-Pellerin és un municipi francès, situat al departament de l'Eure i Loir i a la regió de Centre – Vall del Loira. L'any 2007 tenia 356 habitants.

## Demografia

### Població
El 2007 la població de fet de Saint-Pellerin era de 356 persones. Hi havia 152 famílies, de les quals 52 eren unipersonals (12 homes vivint sols i 40 dones vivint soles), 52 parelles sense fills, 40 parelles amb fills i 8 famílies monoparentals amb fills.
La població ha evolucionat segons el següent gràfic:
Habitants censats

### Habitatges
El 2007 hi havia 224 habitatges, 159 eren l'habitatge principal de la família, 59 eren segones residències i 6 estaven desocupats. Tots els 223 habitatges eren cases. Dels 159 habitatges principals, 123 estaven ocupats pels seus propietaris, 33 estaven llogats i ocupats pels llogaters i 3 estaven cedits a títol gratuït; 11 tenien dues cambres, 39 en tenien tres, 46 en tenien quatre i 63 en tenien cinc o més. 114 habitatges disposaven pel capbaix d'una plaça de pàrquing. A 76 habitatges hi havia un automòbil i a 62 n'hi havia dos o més.

### Piràmide de població
La piràmide de població per edats i sexe el 2009 era:
| Homes | Edats   | Dones |
| ----- | ------- | ----- |
| 0     | 95 o +  | 0     |
| 0     | 90 a 94 | 1     |
| 4     | 85 a 89 | 6     |
| 4     | 80 a 84 | 3     |
| 4     | 75 a 79 | 13    |
| 12    | 70 a 74 | 12    |
| 11    | 65 a 69 | 16    |
| 12    | 60 a 64 | 12    |
| 4     | 55 a 59 | 6     |
| 8     | 50 a 54 | 10    |
| 9     | 45 a 49 | 8     |
| 12    | 40 a 44 | 9     |
| 12    | 35 a 39 | 12    |
| 13    | 30 a 34 | 10    |
| 11    | 25 a 29 | 6     |
| 7     | 20 a 24 | 7     |
| 11    | 15 a 19 | 5     |
| 8     | 10 a 14 | 8     |
| 6     | 5 a 9   | 9     |
| 8     | 0 a 4   | 10    |

## Economia
El 2007 la població en edat de treballar era de 204 persones, 148 eren actives i 56 eren inactives. De les 148 persones actives 134 estaven ocupades (71 homes i 63 dones) i 14 estaven aturades (7 homes i 7 dones). De les 56 persones inactives 22 estaven jubilades, 7 estaven estudiant i 27 estaven classificades com a «altres inactius».

### Ingressos
El 2009 a Saint-Pellerin hi havia 157 unitats fiscals que integraven 368,5 persones, la mediana anual d'ingressos fiscals per persona era de 16.445 €.

### Activitats econòmiques
Dels 9 establiments que hi havia el 2007, 1 era d'una empresa de fabricació d'altres productes industrials, 1 d'una empresa de construcció, 1 d'una empresa de comerç i reparació d'automòbils, 2 d'empreses de transport, 1 d'una empresa d'informació i comunicació, 1 d'una empresa immobiliària, 1 d'una empresa de serveis i 1 d'una entitat de l'administració pública.
Dels 2 establiments de servei als particulars que hi havia el 2009, 1 era un taller de reparació d'automòbils i de material agrícola i 1 paleta.
L'any 2000 a Saint-Pellerin hi havia 11 explotacions agrícoles que ocupaven un total de 938 hectàrees.

## Equipaments sanitaris i escolars
El 2009 hi havia una escola elemental integrada dins d'un grup escolar amb les comunes properes formant una escola dispersa.

## Poblacions més properes
El següent diagrama mostra les poblacions més properes.